# Ajn al-Dżurn
Ajn al-Dżurn (arab. عين الجرن) – wieś w Syrii, w muhafazie Hama. W 2004 roku liczyła 728 mieszkańców.